# 315 aC
El 315 aC va ser un any del calendari romà prejulià. A la República i a l'Imperi Romà es coneixia com l'Any del consolat de Mugil·là i Filó (o també any 439 ab urbe condita o de la Fundació de Roma). La denominació «315 aC» per a aquest any s'ha emprat des de l'edat mitjana, quan el calendari Anno Domini va ser el mètode prevalent a Europa per a anomenar els anys.

## Esdeveniments

### Antiga Grècia. Els Diàdocs
- A Macedònia, Cassandre funda la ciutat portuària de Tessalònica que porta el nom de la seva dona Tessalònica.[2]
- Antígon Monoftalm dona el comandament de Síria al seu fill Demetri Poliorceta.[3]
- Lisímac de Tràcia, davant l'augment de poder d'Antígon Monoftalm, s'uneix en aliança amb Ptolemeu I Sòter, Seleuc I Nicàtor i Cassandre de Macedònia. Reclama la Frígia Hel·lespòntica a Antígon i com que aquest li nega, esclata la guerra. De fet no va participar en el conflicte, ja que les ciutats gregues de l'Euxí, Cal·latis, Istros i Odessos es van revoltar. Travessa el riu Hermos amb un exèrcit i derrota els escites i tracis que donaven suport a les ciutats gregues, i també a una flota que Antígon envia. Finalment redueix les tres ciutats.[4]
- Aristodem de Milet, és un militar i adulador d'Antígon, i aquest l'envia al Peloponès amb 1.000 talents amb ordres de mantenir relacions amistoses amb Polipercont i el seu fill Alexandre, i per reclutar un cos de mercenaris tan gran com li fos possible i fer la guerra a Cassandre.[5]
- Menelau, germà de Ptolemeu I Soter, és nomenat comandant en cap de les forces enviades a Xipre on ha de cooperar amb la flota de Seleuc I Nicàtor i amb Nicocreó de Salamina. Amb els esforços dels tres l'illa de Xipre aviat cau a les seves mans excepte Cittium o Cíttion, que finalment també és sotmesa.[6]

### Antiga Roma
- Aquest any són nomenats cònsols Luci Papiri Cursor Mugil·là i Quint Publili Filó.[a][7]
- Batalla de Làutules. L'exèrcit romà, dirigit pel dictador Quint Fabi Màxim Rul·lià, és derrotat pels samnites. Les legions romanes es dirigien des del Samni i la Pulla cap a Sora, ciutat poblada per volscs on hi havia establerta una colònia romana. Els volscs havien matat als colons. Els samnites també marxen cap a la zona i els dos exèrcits es troben a Lautulae o Ad Lautulas, un pas de muntanya entre Tarracina i Fundi.[8]
- Segons Titus Livi, la batalla de Làutules no va tenir un resultat clar, però admet que alguns historiadors pensaven que va ser una derrota dels romans, i on va morir el magister equitum Quint Auli Cerretà.[9] Diodor de Sicília diu que aquesta batalla va portar una gran agitació a la Campània, i que les ciutats properes dels ausonis en van revoltar.[10]

## Necrològiques
- Quint Auli Cerretà, magister equitum del dictador Quint Fabi Màxim Rul·lià. Comença una batalla contra els samnites sense consultar al dictador, amb totes les seves forces de cavalleria, i els expulsa del camp, però durant la lluita cau mort, després de matar al general dels samnites. El seu germà pot venjar la seva mort. El cos d'Auli Cerretà és rescatat i els samnites aixequen el camp.[11]